# Пермский театр кукол
Пермский театр кукол находится в Перми на Сибирской улице в Свердловском районе города.

## История театра
История Пермского театра кукол началась в 1937 г., когда областной комитет по делам искусств организовал труппу на основе небольшой кукольной группы при Пермской филармонии. Первой постановкой нового театра стала сказка «По щучьему велению», которая тогда ставилась в Москве. Вначале у труппы не было своего помещения, и она вела кочевую жизнь, перемещаясь на гастролях на грузовиках, пароходах, лошадях. В 1943 г. труппа впервые в СССР поставила кукольную оперу «Муха-цокотуха» М. Красева, посвящённую эвакуированным из Москвы и Ленинграда детям. Среди юных зрителей был и будущий народный артист СССР М.М.Козаков, живший во время войны с родителями в Пермском крае (в 1940-1957 г.г. Молотовская область).
Своё помещение у театра появилось только в конце 1950-х гг., когда в 1957—1959 гг. для него началось переоборудование здания бывшей пересыльной тюрьмы, построенной ещё Р. И. Карвовским. Перестройка здания проводилась при содействии С. В. Образцова ленинградскими архитекторами и обошлась в 2 млн рублей. А первым значительным кукольным спектаклем в новом здании стала комедия для взрослых «Чертова мельница».
Пермский театр кукол под руководством В. Д. Офрихтера значительно поднял уровень своей творческой работы. Коллектив театра получил дипломы за участие в смотрах польской, чешской, венгерской драматургии и на советской сцене: в этот период ставятся такие спектакли, как «Сэмбо», «Клоп», «Кукольный город», «Капризка», а также кукольные оперы «Муха-цокотуха» и «Мойдодыр», пантомима «Красная птица», опера-буфф «Прекрасная Елена».
В 1980-х гг. под руководством И. В. Игнатьева театр посетил с гастролями фестивали Урала, Нечерноземья, Москву, Узбекистан, Украину, а также за рубежом: Японию (гастроли и XV Всемирный конгресс УНИМА в 1988 г.) и Луисвилл в США (1995 г.). Тогда же был поставлен спектакль «Машенька и медведь», созданный И. и А. Игнатьевыми и до сих пор с успехом идущий на сцене театра.
С 1995 года руководителем театра стал И. Н. Тернавский, Театр ставит такие произведения, как «Необыкновенные приключения на дорогах», «Волшебник Изумрудного города», «Маугли», «Обыкновенный кукольный концерт», «Колобок», «Король Лир».
В 1999 г. со спектаклем «Ты кто?» по мотивам рассказов А. Платонова театр стал лауреатом фестиваля «Волшебная кулиса», а в 2000 г. получил специальный приз Департамента культуры и искусства администрации Пермской области «За мастерство» на VIII Всероссийском фестивале моноспектаклей. Драма «Маугли» завоевала областную Премию «За лучшее достижение в сфере культуры и искусства».
В 2003 г. в Пермском театре кукол прошёл IX Фестиваль театров кукол «Большой Урал — Приволжье».
В 2016 году спектакль «Толстая тетрадь» (реж. Александр Янушкевич) стал лауреатом национальной премии «Золотая маска» в номинации «лучший спектакль». Художник Татьяна Нерсисян удостоена премии «Золотая маска» в номинации «лучшая работа художника» (спектакль «Толстая тетрадь»).
В 2022 году жюри «Золотой маски» удостоило высокой оценки спектакль «Цветы для Элджернона» (реж. Д. Вихрецкий).

## Руководители театра
- Цимлова Лидия Семеновна (1937—1946)
- Кощеников, Леонид Маркович (1957—1960)
- Офрихтер, Виктор Давидович (1960—1982)
- Кострюков Николай Алексеевич (1982—1983)
- Игнатьев, Игорь Всеволодович (1983—1987)
- Куприн Владимир Иванович (1987—1989)
- Руллис Виллис А. (1990—1993)
- Тернавский, Игорь Нисонович (1995—2013)
- Заболотских, Дмитрий Васильевич (исполняющий обязанности худ.руководителя с 2013—2014)
- Янушкевич, Александр Витальевич (2015—2016)
- Вихрецкий, Дмитрий Сергеевич (2016 — по настоящее время)